# SGR 0501+4516
SGR 0501+4516 är en magnetar som är en mjuk gammarepeater (SGR) och befinner sig i Kuskens stjärnbild. För närvarande förklaras fenomenen med SGR och de relaterade anomala röntgenpulsarerna (AXP) som uppkomna från magnetarer. SGR 0501+4516 ligger cirka 15 000 ljusår från jorden och har ett magnetfält som är 100 biljoner gånger starkare än jordens.
SGR 0501+4516 är anmärkningsvärd genom att den har varit den första SGR som har upptäckts efter tio år utan SGR-detekteringar. Den har en rotationsperiod på 5,762067 sekunder med en avmattning på (1,5±0,5)×10-11 s/s. Dessa värden ger den en karakteristisk ålder i storleksordningen 12 000 år (med medelvärdet av avmattningen), och ett magnetiskt ytfält på 3×1010 tesla.
Det har föreslagits att SGR 0501+4516, tillsammans med 1E 1547.0-5408, bör betraktas som verktyg för en slutlig sammanslagning av SGR, AXP och "transient AXPs (TAXPs)" till en enda klass av "magnetarkandidater".

## Upptäckt
Objektets existens rapporterades den 22 augusti 2008 av NASA:s Swiftteleskop, som rapporterade många utbrott av strålning från objektet. Utbrotten studerades därefter på djupet med hjälp av Europeiska rymdorganisationens XMM-Newton och Internationella gamma-ray astrofysiklaboratoriet (INTEGRAL-observatoriet). Objektet hade serendipitously observerats innan 1992 av ROSAT.